# 아미어
아미어 또는 아미스어(Amis)는 대만 동부 해안에 사는 대만 원주민의 갈래인 아미족이 쓰는 오스트로네시아어족 언어이다. 사용범위는 북으로는 화롄현에서 남으로 타이둥현에 걸쳐 있다. 중화민국 정부는 화롄시나 타이둥시의 기차역에서 중국어와 함께 아미어를 안내방송용 언어로 내보내고 있는 등, 일부 공적인 용도로 쓰이고 있지만, 20세 미만의 아미족 중에 아미어를 할 줄 아는 사람은 매우 드물며, 13만명에 달하는 아메이족 중에 얼마나 많은 사람이 유창한 언어구사자들인지도 잘 알려져 있지 않다.

## 방언
아미어는 방언연속체이다. 남부 방언, 타발롱-바탄 방언, 중부 방언, 청궁-광산 방언, 북부 방언의 다섯 가지 방언으로 크게 나눌 수 있다.
사키자야어는 아미족 중 가장 북쪽에 거주하는 사키자야족이 사용하는 사멸 직전의 언어인데, 북부 아미 방언과는 서로 의사소통할 수 없다.

## 음운
다음 내용은 중부 방언을 기준으로 한다. (Maddieson & Wright 1995)

### 닿소리
|               |               | 입술소리 | 치음     | 치경음  | 경구개음 | 연구개음 | 후두개음 | 성문음 |
| ------------- | ------------- | -------- | -------- | ------- | -------- | -------- | -------- | ------ |
| 비음          | 비음          | m        | n(/n̪/)   |         |          | ng(/ŋ/)  |          |        |
| 파열음/파찰음 | 파열음/파찰음 | p        | t(/t̪/)   | c(/ts/) |          | k        | ʼ(/ʡ~ʢ/) | ^(/ʔ/) |
| 마찰음        | 마찰음        | f(/v/)   | d(/ð~ɮ̪/) | s       |          |          | h(/ʜ/)   |        |
| 유음          | 설측 탄음     |          |          | l(/ɺ̠/)  |          |          |          |        |
| 유음          | 전동음        |          |          | r       |          |          |          |        |
| 반모음        | 반모음        | w        |          |         | y(/j/)   |          |          |        |

무성 파열음 /p t k ʡ/ 및 파찰음 /t͡s/은 자음군 내에서 개방된다. 예를 들어 cecay "one"는 [t͡sᵊt͡saj]로 소리난다. /s/도 마찬가지로, sepat "four"은 [sᵊpatʰ]로 소리난다. 성문 파열음은 예외로, 어말에서 개방이 없는 경우가 많다. 유성 마찰음 /v ɮ ɣ/ (이 중 /ɣ/는 차용어에만 나타난다)는 발화말에서, 또 어떤 경우 발화초에서 무성음 [f ɬ x]으로 소리난다. /ɮ/ 치간음 또는 후치음으로 소리날 수 있다. 치찰음 /t͡s s/은 /i/ 앞에서 ([t͡ɕ ɕ])로 구개음화될 수 있다. /j/ 는 어두에 오지 않는다. /ɺ/는 종종 후치경음이며, [ʡuʡuɺ̠ᵊ] "fog"의 예처럼 어말에서 개방된다..
/ɮ/는 방언마다 발음 차이가 크다. 아미족 영역의 한가운데 있는 마을인 펑빈향에서는 치 마찰음 [ð̪]으로 소리나고, 그로부터 겨우 15km 떨어진 캉코 마을에서는 설측음 [ɮ̪]로 소리난다. 북부 방언에서는 파열음 [d̪]이며 모음 사이에서 [ð̪]로 약화되기도 한다. 북부에서는 후두개음의 발음도 다르다는 보고가 있지만 출처마다 상충되는 주장을 한다. 중부 방언에서 /ʜ/는 항상 무성음이며 /ʡ/는 가끔 진동을 수반하는데, 이는 후두개 전동음 ʢ일 가능성이 있다. Edmondson, Esling & Huang (2005)에 따르면 이 음소들은 어두와 어중에서는 순수한 후두개음이지만, 발화말에서는 후두개인두음이라고 한다.
실용 표기법에서 다음 음소들은 다음과 같이 적는다. /ts/ ⟨c⟩, /j/ ⟨y⟩, /ʡ/ ⟨'⟩, /ʔ/ ⟨^⟩, /ɮ/ ⟨d⟩, /ŋ/ ⟨ng⟩, /ʜ/ ⟨x⟩.

### 홀소리(모음)
|        | 전설 | 중설 | 후설 |
| ------ | ---- | ---- | ---- |
| 고모음 | i    |      | u    |
| 중모음 |      | (ə̆)  | u    |
| 저모음 |      | a    |      |

아미어에는 /i a u/ 3개의 모음이 있다. 모음의 수가 적어 넓은 공간이 있음에도 불구하고, 아미어 모음은 기본 모음에 가까운 위치에 머무른다. 다만 /a/와 /u/가 서로를 향해 ([o] 영역 쪽으로) 움직이는 경향이 전설에서의 그것보다 ([e] 영역 쪽으로) 크기는 하다.
상술했듯이 무성 슈와가 삽입되어 자음군을 끊어 놓기도 한다. 그러나 짧은 슈와(e로 표기)가 음소적으로 존재할지도 모르는 몇몇 단어가 있다. 그러나 슈와가 관련된 최소대립쌍은 알려진 바가 없다. 만약 이 역시 음소적인 것이 아니라 삽입되는 것이라면, 아미어에는 음소적으로 모음이 없는 단어들이 존재하는 셈이 된다. 이런 슈와 e의 예로는 malmes "sad" [maɺə̆mːə̆s], ’nem "six" [ʡnə̆m] 또는 [ʡə̆nə̆m] 등이 있다.

## 기본 단어
| 한국어 | 아미어         | 한국어   | 아미어      |
| ------ | -------------- | -------- | ----------- |
| 1      | cecay          | 셋째     | saka tolo   |
| 2      | tosa           | 넷째     | saka sepat  |
| 3      | tolo           | 다섯째   | saka lima   |
| 4      | sepat          | 여섯째   | saka enem   |
| 5      | lima           | 일곱번째 | saka pito   |
| 6      | enem           | 여덟번째 | saka falo   |
| 7      | pito           | 아홉번째 | saka siwa   |
| 8      | falo           | 열번째   | saka mo^tep |
| 9      | siwa           | 1차      | kina cecay  |
| 10     | polo' / mo^tep | 2차      | kina tosa   |
| 11     | safaw cecay    | 3차      | kina tolo   |
| 12     | safaw tosa     | 4차      | kina sepat  |
| 13     | safaw tolo     | 5차      | kina lima   |
| 14     | safaw sepat    | 6차      | kina enem   |
| 15     | safaw lima     | 7차      | kina pito   |
| 16     | safaw enem     | 8차      | kina falo   |
| 17     | safaw pito     | 9차      | kina siwa   |
| 18     | safaw falo     | 10차     | kina mo^tep |
| 19     | safaw siwa     | 예시     | 예시        |
| 20     | tosa polo'     | 예시     | 예시        |
| 30     | tolo polo'     | 예시     | 예시        |
| 40     | sepat polo'    | 예시     | 예시        |
| 50     | lima polo'     | 예시     | 예시        |
| 60     | enem polo'     | 예시     | 예시        |
| 70     | pito polo'     | 예시     | 예시        |
| 80     | falo polo'     | 예시     | 예시        |
| 90     | siwa polo'     | 예시     | 예시        |
| 100    | so'ot / noli'  | 예시     | 예시        |
| 1000   | patek / lfot   | 예시     | 예시        |
| 10000  | ofad           | 예시     | 예시        |
| 첫째   | saka cecay     | 예시     | 예시        |
| 둘째   | saka tosa      | 예시     | 예시        |

## 예문
- Nga'ay ho: 안녕하세요

## 참고 문헌
- Edmundson, Jerold; John H. Esling; Tung-Chiou Huang (January 2005). “A Laryngoscopic Study of Glottal and Epiglottal/Pharyngeal Stop and Continuant Articulations in Amis─ an Austronesian Language of Taiwan” (PDF). 《Language and Linguistics》 3: 381–396. 2012년 7월 17일에 원본 문서 (PDF)에서 보존된 문서. 2019년 5월 2일에 확인함.
- Maddieson, Ian; Richard Wright (October 1995). “The vowels and consonants of Amis — a preliminary phonetic report”. 《Fieldwork Studies of Targeted Languages III》 (UCLA Working Papers in Phonetics) 91: 45–65.